# Anna Palm de Rosa

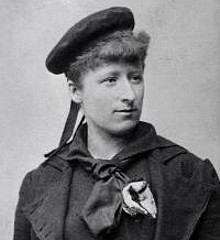
Anna Palm de Rosa

Anna Sofia Palm de Rosa (n. 25 decembrie 1859, Stockholm, Suedia-Norvegia – d. 2 iunie 1924, Madonna dell'Arco⁠(d), Sant'Anastasia, Campania, Italia) a fost o artistă suedeză și pictoriță de peisaje. În anii 1890 a devenit unul dintre cei mai populari pictori din Suedia, pictând acuarele cu vapoare, nave cu pânze și scene din Stockholm. De asemenea, a pictat un tablou memorabil cu un joc de cărți din hotelul Brøndums Skagen, pe vremea când a petrecut o vară cu pictorii din Skagen. La vârsta de 36 de ani, Anna Palm a părăsit Suedia pentru totdeauna, petrecându-și restul vieții în sudul Italiei, unde s-a căsătorit cu un ofițer de infanterie.

## Viața timpurie și educația
Născută în ziua de Crăciun a anului 1859 la Stockholm, Palm de Rosa era fiica pictorului Gustaf Wilhelm Palm și a Evei Sandberg, care era fiica pictorului Johan Gustaf Sandberg. Casa familiei aflată pe Barnhuträdgårdgatan la numărul 19 (azi Olof Palmas Gata) a fost un loc popular de întâlnire pentru prietenii artiștilor lor, printre care Nils Kreuger, Gustaf Cederström, Georg Pauli și Vicke Andrén (1856-1930). Anna Palm a fost educată în particular de tatăl ei, care preda la Școala Elementară de Desen (Elementarteckningsskolan), școală care pregătea studenți pentru Academia Regală Suedeză de Artă.
Nu a urmat cursurile Academia Regală, întrucât era încă neobișnuit ca femeile să studieze acolo. În anii 1880, ea a devenit elevă a pictorului de imagini istorice Edvard Perséus și a pictorului peisagist Per Daniel Holm (1835–1903). În 1885, cu sprijinul părinților ei, a călătorit în Danemarca, unde a petrecut ceva timp în Skagen, pictând Et l’hombre parti på Brøndums Hotel. De asemenea, a mers la Anvers unde a studiat sub îndrumarea pictorului de peisaje marine Romain Steppe (1859-1927) înainte de a petrece ceva timp la Paris.

## Carieră
Palm de Rosa a fost unul dintre cei 84 de artiști care au semnat o scrisoare în 1885, solicitând schimbări radicale în modul de predare în Academia Suedeză, pe care îl considerau demodat. Cu toate acestea, a expus la Academie în 1885 și 1887, iar din 1889 până în 1891 a predat acolo pictura în acuarelă. De asemenea, a fost membră a asociației recent formate: Svenska konstnärinnor (artiști de sex feminin suedezi) împreună cu Eva Bonnier, Hanna Pauli și Mina Carlson-Bredberg. Acuarelele cu scene marine cu vapoare pe care le-a pictat în acest timp au contribuit la popularitatea ei în creștere. A început să producă numeroase vedute mici pentru a mulțumi clienții mulți pe care îi avea, în timp ce picta și scene din orașul Stockholm.
În noaptea de Revelion 1895, la 36 de ani, a părăsit Suedia unde nu s-a mai întors niciodată. După ce a petrecut un an la Paris, s-a mutat în Italia unde s-a întâlnit cu viitorul ei soț, locotenentul de infanterie Alfredo de Rosa. După nunta lor de la Paris, în 1901, cuplul s-a mutat mai întâi la Capri, apoi s-a stabilit definitiv în Madonna dell'Arco, cartierul Sant'Anastasia, în apropiere de Napoli, în 1908.
Pe lângă scene din viața italiană, ea a continuat să picteze peisaje din Stockholm, inclusiv scene ale pieței Gustaf Adolf cu clădirea operei, precum și vederi ale expoziției de artă și industrie din 1897 din Stockholm. Singura explicație pentru interesul ei pentru astfel de evoluții recente este că probabil a primit fotografii din Suedia ca bază pentru picturile sale. Se poate să fi folosit fotografii realizate de fotograful din Stockholm, Frans Gustaf Klemming (1859-1922), fotografii de-ale sale fiidn folosite pentru picturi în ulei realizate de Robert Lundberg (1861–1903), dar probabil că s-a bazat pe și fotografii realizate de alți fotografi.
În timpul primului război mondial, când soțul său a fost trimis în luptă, Palm de Rosa a devenit extrem de productiv în legătură cu picturile ei, în special în Baiae, din Golful Napoli, unde a petrecut un an. După război, a devenit din ce în ce mai fragilă până la moartea sa, în mai 1924.
Lucrările ei sunt prezente la Nationalmuseum din Stockholm, Muzeul de Artă din Göteborg și la Universitatea Uppsala, precum și la muzeele din Norrköping și Helsinki.